# Toki-Pou-Tangata
Die Toki oder Toki Pou-Tangata, Toki Hohoupu (oder Maori Fighting Adze) ist eine Axt der Ureinwohner Neuseelands, der Māori.
(aus Māori:Toki = Adze)

## Geschichte
Die Toki oder Toki Pou-Tangata sind eigentlich zwei verschiedene Äxte. Die Toki ist eine Kriegswaffe und ein Werkzeug zur Holzbearbeitung. Die Toki Pou-Tangata ist eine zeremonielle Axt, die nur den Häuptlingen (Ariki) der Māori Stämme als Standessymbol vorbehalten ist. Sie ist ein wichtiges nationales- und traditionelles Symbol der Māori.

## Beschreibung
Die Toki haben einen kurzen runden Stiel, der am oberen Ende einen geschnitzten Kopf besitzt. Dieser Kopf dient als Halterung für eine Klinge aus Metall oder traditionell aus Jade (Greenstone). Die Klinge wird in einer Nut eingefügt, und mit Leder- oder Pflanzenfasern (Kokos oder Sisal) zusätzlich befestigt. Die normalen Toki, die als Kriegswaffen dienen, sind einfach und mit wenigen Schnitzereien gefertigt. Die Toki Pou-Tangata, die zeremoniellen und traditionellen Zwecken dienen, sind kunstvoll geschnitzt. Die Toki wurden dazu benutzt, einem feindlichen Krieger, der durch Schläge mit den Keulenstäben der Maori verletzt war, den Todesstreich zu geben.